# Jesper Troelstrup
Jesper Troelstrup (født 11. december 1962) er en dansk manuskriptforfatter og filminstruktør.
Efter studier i filmvidenskab på Københavns Universitet blev Jesper Troelstrup i 1990 tilknyttet DR, hvor han fungerede som freelance-tilrettelægger af en lang række P1-programmer. I perioden fra 1994-2002 skrev og instruerede han en række dokumentar- og fiktionsfilm til børn og unge, der alle blev sendt på DR, herunder Drengene fra Herlufsholm.
I 2004 instruerede Troelstrup til Det danske filminstitut ungdomsfilmen 14, fuld og for meget, som er en af filminstituttets mest solgte dokumentarfilm.
I 2006 instruerer Troelstrup kortfilmen Paranoia, som bl.a. i 2007 var nomineret til en Robert af Danmarks Film Akademi. Samme år skrev og instruerede Troelstrup den delvist selvbiografiske novellefilm Hvor kragerne vender, som blev nomineret til Buster International Filmfestival. Året efter instruerede han filmen På flugt, som blev sendt på DR og vandt ungdomsjuryens pris ved Baka Forum (filmfestival) i Schweiz. Efter at han i 2009 skrev og instruerede Afslag på et kys, lavede Troelstrup i 2010 ungdomsfilmen Nemesis, med bl.a. Kim Bodnia. Instruert i 2012 filmen Omveje med bl.a.Peter Gantzler omveje blev i 2013 nomineret til Odense Internationale Filmfestival.
Jesper Troelsstrup instruerede 2013 Kampen med bl.a. Peter Gantzler, Andrea Vagn Jensen, Camilla Bendix og Henrik Prip